# قطعنامه ۱۳۶۹ شورای امنیت
قطعنامه ۱۳۶۹ شورای امنیت سازمان ملل متحد که در تاریخ ۱۴ سپتامبر ۲۰۰۱ تصویب شد، سندی بین‌المللی دربارهٔ بررسی وضعیت میان اریتره و اتیوپی است. این قطعنامه طی نشست ۴۳۷۲ام با ۱۵ رای موافق، ۰ مخالف و ۰ ممتنع تصویب شد.